# Бланшар, Мария
Мария Бланшар (исп. María Gutierrez-Cueto y Blanchard; 6 марта 1881, Сантандер — 5 апреля 1932, Париж) — испанская и французская художница парижской школы.

## Биография
Родилась в 1881 году в городе Сантандер (Испания). Из многодетной обеспеченной семьи либеральных журналистов, любителей искусства. Дочь Энрике Гутьерреса-Куэто и Консепсьон Бланшар-Сант Эстебан. Двоюродная сестра мексиканского художника Германа Куэто.
Мария с самого рождения страдавшая от кифосколиоза и врожденного вывиха бедра, была низкого роста и хромала, из-за чего в школе её дразнили и называли «ведьмой». Страдание и боль, сопровождавшие художницу с детства, заметны в тематике многих её работ. Живопись стала для Марии Бланшар способом выражения переживаний, а её отец, поощряя занятия дочери изобразительным искусством, оказал большое влияние на дальнейшую судьбу девушки.
В 1903 году Мария Бланшар приехала в Мадрид, чтобы учиться в Королевской академии изящных искусств Сан-Фернандо. Учителями девушки были такие испанские художники как Эмилио Сала, Фернандо Альварес де Сотомайор и Мануель Бенедито-Вивес. Под руководством Эмилио Сала, Мария Бланшар училась «точности» и «обильному использованию цвета», характерным для её ранних композиций.
В 1908 году, завоевав третье место Национальной выставки изящных искусств за работу «Primeros pasos» (Первые шаги), Мария Бланшар получила стипендию от городского совета Сантандера для продолжения обучения во Франции.

В 1909 году Бланшар приехала в Париж и поступила в Академию Витти. Она продолжила свое художественное образование под руководством Эрменехильдо Англада Камараса и Кеса ван Донгена, которые направили его работу к цвету и выразительности, оставляя позади ограничения академической живописи.
В академии она стала близкой подругой молодой русской художницы Ангелины Беловой. Летом 1909 года девушки отправились в Лондон и Бельгию, где познакомились с художником Диего Риверой. С 1912 года, поселившись в районе Монпарнас, Мария Бланшар делила с поженившимися Ангелиной и Риверой дом и студию.
В это же время Мария вошла в круг кубистского авангарда, в 1916 году она написала свои первые кубистские композиции. Особенное влияние на художницу оказали работы Хуана Гриса и Жака Липшица.
В 1914 году, с началом Первой мировой войны, Мария Бланшар покинула Париж и вернулась в Мадрид. Мастерскую в доме своей матери она делила с несколькими художниками, с которыми познакомилась в Париже.
В 1915 году работы Бланшар были представлены на выставке «Живые художники в нетронутом виде» в Салоне современного искусства на Калле-дель-Кармен, организованной Рамоном Гомесом де ла Серной. Выставка, на которой также экспонировались Диего Ривера, Агустин Чоко и Луис Багария, вызвала крайне негативную реакцию публики и критиков.
В 1918 году, после окончания войны, Мария Бланшар вернулась в Париж, где она провела остаток жизни. Художница окончательно присоединилась к движению кубистов, приняла и ассимилировала кубистское влияние. Ранние картины, такие как «Женщина с веером», показывают плоские, взаимосвязанные формы. С годами её уникальный стиль стал более резким, с яркими, сталкивающимися цветами и меланхоличными темами. Работы Бланшар отличаются сильной эмоциональной выразительностью.
После выставок 1920 года во Франции и Бельгии и выставки 1921 года в Обществе независимых художников в Нью-Йорке спрос на работы Бланшар резко возрос. Художница договарилась о сотрудничестве с крупными арт-дилерами, но из-за постепенно ухудшающейся экономической ситуации, многие коллекционеры перестали вкладывать деньги в современное искусство.
В 1927 году умер друг художницы Хуан Грис. У Бланшар началась серьёзная депрессия. Сестра художницы, Кармен, вместе со своими детьми приехала жить к ней в Париж, облегчая её одиночество, но ухудшая финансовую ситуацию. На фоне ухудшающегося здоровья Бланшар обратилась к религии и приняла решение уйти в монастырь (но так и не осуществила его). Художница продолжала рисовать, чтобы поддержать свою сестру и племянников.
В течение следующих лет её здоровье постепенно ухудшалось. У художницы начался туберкулёз, из-за которого она больше не могла рисовать. 5 апреля 1932 года, в возрасте 51 года, Мария Бланшар умерла. Похоронена в пригороде Парижа, на кладбище в Баньё.

## Признание
Марии Бланшар посвящены эссе Рамона Гомеса де ла Серны, Федерико Гарсиа Лорки, стихи Поля Клоделя.